# 兜藜
兜藜（学名：Panderia turkestanica）是苋科兜藜属的植物。分布于俄罗斯以及中国大陆的新疆等地，生长于海拔420米至740米的地区，多生于荒地、林下、戈壁、沙地和路旁，目前尚未由人工引种栽培。